# Institut Cubà d'Amistat amb els Pobles
L'Institut Cubà d'Amistat amb els Pobles (ICAP) és una organització social constituïda oficialment el 30 de desembre de 1960. Fomenta les relacions d'amistat entre els pobles del món i Cuba, i abriga nombroses brigades de solidaritat en diversos països, els integrants de les quals visiten regularment Cuba, amb la qual estableixen vincles de cooperació.

## Història
L'ICAP va ser constituït amb l'objectiu de promoure i canalitzar, amb projecció universal, les relacions de solidaritat que des dels seus inicis va suscitar la Revolució cubana arreu, i així fer viable l'interès de grups representatius dels sectors populars i progressistes de visitar l'illa i conèixer de primera mà les transformacions socials, econòmiques i polítiques que realitzava la naixent revolució, assetjada des del començament per la política hostil del govern dels Estats Units d'Amèrica.
L'ICAP dona suport a totes aquelles persones, grups i institucions que alcen les seves veus solidàries per a condemnar el bloqueig imposat a Cuba pel govern nord-americà i respecten el dret a la lliure autodeterminació dels pobles. Organitza, de conjunt amb el Moviment Mundial de Solidaritat amb Cuba, les Brigades Internacionals de Treball Voluntari que arriben a Cuba des de tot el món i són acollides al Campament Internacional Julio Antonio Mella situat al municipi de Caimito, a 40 quilòmetres a l'oest de l'Havana.